# Coloradomyia eucosmaphaga
Coloradomyia eucosmaphaga là một loài ruồi trong họ Tachinidae.